# Entenfang (bei Giesen)
Der Entenfang ist ein Naturschutzgebiet in der niedersächsischen Stadt Sarstedt und den Gemeinden Giesen und Nordstemmen im Landkreis Hildesheim.
Das Naturschutzgebiet mit dem Kennzeichen NSG HA 145 ist 18,5 Hektar groß. Es liegt südlich von Sarstedt inmitten landwirtschaftlicher Nutzflächen. Das aus zwei Teilflächen bestehende Naturschutzgebiet stellt zwei vernässte Senken mit Teichen unter Schutz, die von Grünland und um die Teiche von Verlandungszonen mit Röhricht und Gehölzgruppen geprägt sind.
Eine durch die Naturschutzgebiete verlaufende Industriebahn zu einem ehemaligen Kaliwerk ist mittlerweile abgebaut worden.
Das Gebiet steht seit dem 8. März 1990 unter Naturschutz. Zuständige untere Naturschutzbehörde ist der Landkreis Hildesheim.